# Estado Livre do Líbano
O Estado Livre do Líbano (em árabe: دولة لبنان الحر/‎Dawlat Lubnān al-Ḥurr) foi um estado de facto não reconhecido, declarado por Saad Haddad, político libanês e comandante do Exército do Sul do Líbano durante a Guerra Civil do Líbano.
A declaração do Estado foi efectuada a 18 de abril de 1979, exercendo a sua autoridade no sul do Líbano. O estado não conseguiu reconhecimento internacional de nenhum país, com a excepção de Israel que apoiava o Exército do Sul do Líbano e reconheceu o Estado Livre.
Com a morte de Saad Haddad em 1984, o Estado Livre entrou em colapso, sendo substituído pela Zona de Segurança do Sul do Líbano onde Israel e o Exército do Sul do Líbano exerciam autoridade política e militar.